# Jeanine Áñez
Jeanine Áñez Chávez (Trinidad, 13 de agosto de 1967) é uma advogada e política boliviana. Autoproclamou-se presidente interina da Bolívia, em 2019, após a renúncia de Evo Morales e a ausência do presidente e do primeiro vice-presidente da Câmara Alta e, como segunda vice-presidente do Senado, convocou sessões extraordinárias no Parlamento para tentar resolver o vazio de poder.
Sua ascensão ao cargo foi formalmente legitimada horas depois pelo Tribunal Constitucional Plurinacional, que declarou que ela havia assumido legalmente a posição de facto, de acordo com o precedente estabelecido pela Declaração Constitucional 0003/01 de 31 de julho de 2001. Em novembro de 2020, foi sucedida por Luis Arce, que venceu as eleições em outubro daquele ano.  Após quase quinze meses de prisão preventiva, o Tribunal de Primeira Instância de La Paz considerou Áñez culpada de violação de deveres e resoluções contrárias à Constituição, sentenciando-a a dez anos de prisão. Foi a segunda mulher na história da Bolívia a assumir o cargo.

## Biografia
Nasceu em 13 de agosto de 1967 na cidade de San Joaquin, departamento de Beni. Começou seus estudos escolares em 1972, saindo do ensino médio em 1984. Continuou seus estudos em Ciências Jurídicas e Direito e se formou como advogada por profissão em 1991. Foi diretora e apresentadora de televisão na Totalvision e membro do Comitê Executivo Nacional da Movimento Social Democrata.

### Carreira política
Entre 2006 e 2008, atuou como membro da assembleia constituinte na elaboração da nova carta constitucional. Ela era membro da Assembleia Constituinte da comissão de organização e estrutura do novo Estado, também trabalhando no Poder Judiciário. Após a conclusão da Assembleia Constitucional, ela voltou ao seu programa de televisão, mas foi chamada novamente para retornar à política.
Nas eleições de 6 de dezembro de 2009, foi eleita senadora da Bolívia pelo partido do Plano de Progresso para a Convergência Nacional da Bolívia, representando o Departamento de Beni na Assembleia Nacional, desde que assumiu em janeiro de 2010.

## Presidência da Bolívia
Em 11 de novembro de 2019, após a renúncia de Evo Morales, do vice-presidente Álvaro García Linera, da presidente do Senado Adriana Salvatierra e do presidente da Câmara dos Deputados Víctor Borda, Jeanine Áñez anunciou que estaria disposta a assumir provisoriamente a presidência do país, seguindo a ordem de sucessão para convocar novas eleições de acordo com a linha de sucessão constitucional do país.
Assumir oficialmente a presidência do Senado exige os votos da maioria nas mãos do Movimento para o Socialismo, antes de convocar uma sessão bicameral na qual ele juraria à liderança provisória e transitória do Estado.

### Ascensão ao cargo
Em 12 de novembro de 2019, em uma breve sessão legislativa sem quórum, Áñez proclamou-se presidente interina da Bolívia, alegando sucessão constitucional, com base em uma decisão do mesmo dia do Tribunal Constitucional em favor da imediata sucessão constitucional, sem a necessidade de recorrer a qualquer lei ou resolução do Legislativo. Áñez obteve o voto favorável dos oponentes, um terço do parlamento, enquanto o Movimento Socialista não participou da votação rejeitando a sucessão.

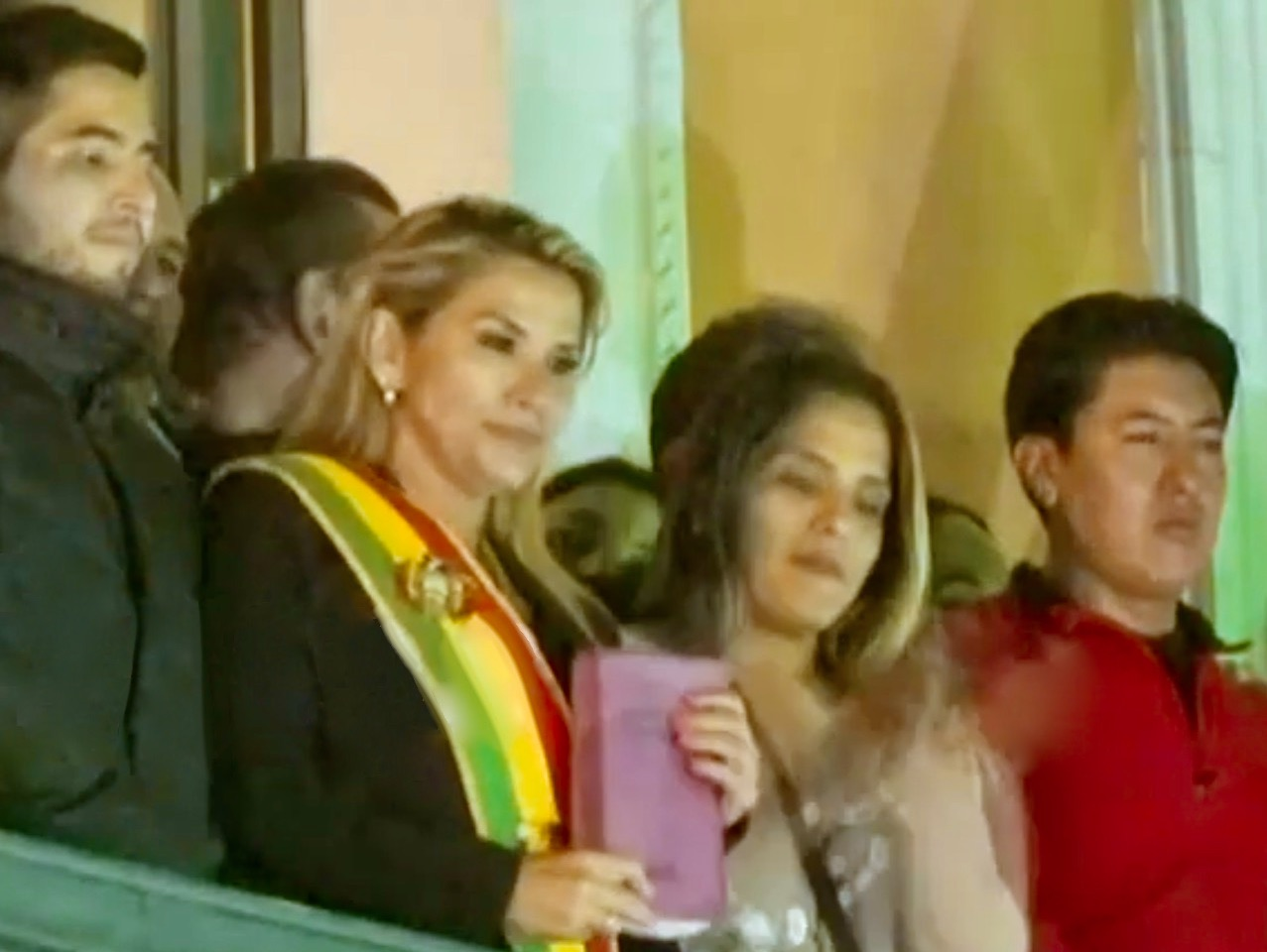
Áñez com a faixa presidencial depois de prestar juramento em 12 de novembro.

Depois de seu juramento, Áñez foi ao Palácio Quemado, acompanhada por uma Bíblia, depois cantando o hino nacional. Já no palácio, ela fez declarações da varanda da sede do governo, carregando a banda presidencial. Logo após a sua posse, o Tribunal Constitucional Plurinacional reconheceu Áñez como presidente constitucional da Bolívia, em oposição a uma suposta "auto-proclamação" de sua parte, que indicou que "o funcionamento do órgão executivo de maneira integral não deve ser suspenso, porque a próxima na sucessão assume de facto a presidência". Dessa forma, ela se tornou a segunda mulher chefe de estado na história boliviana, depois de Lidia Gueiler Tejada.
Em 13 de novembro, a ex-presidente do Senado boliviano Adriana Salvatierra ignorou a proclamação de Áñez como presidente e disse que ainda estava no cargo de presidente da câmara alta, apesar de ter renunciado depois de estar sob pressão de grupos da oposição para fazê-lo, renuncia que não foi tomada pelo Senado para que, segundo ela, se tornasse eficaz.
Mais tarde, em 20 de novembro, a bancada das duas câmaras do Movimento ao Socialismo (MAS) reconheceu a afirmação de Jeanine Áñez em um comunicado, afirmando:

O leito do Movimento ao Socialismo (MAS) apresentou um projeto de lei excepcional e transitório para as eleições nacionais e subnacionais, nas quais reconhece que a presidência Jeanine Añez surge da sucessão constitucional; Eles também indicam que o Presidente e o Vice-Presidente apresentaram sua renúncia final e que atualmente estão servindo um asilo político no México "tendo abandonado seus deveres e causado sua vaga. 

### Preparativos eleitorais
Em 20 de novembro de 2019, o governo interino apresentou um projeto de lei para abrir caminho para novas eleições. A lei apresentada pelo governo de Áñez diz que as eleições serão realizadas em 120 dias após a nomeação das novas autoridades eleitorais, mesmo que deve ser escolhido em no máximo 20 dias. Uma vez em seus cargos, os membros do Supremo Tribunal Eleitoral terão 48 horas para divulgar a data das eleições. A lei também afirma que pelo menos dois dos membros devem ser indígenas e três deles mulheres.
Após o debate nas duas câmaras da lei, foi acordado por unanimidade cancelar as eleições de 20 de outubro e a nomeação de um novo conselho eleitoral nos 15 dias seguintes à sua aprovação, abrindo caminho para uma nova votação.
O projeto aprovado em conjunto pelo MAS e legisladores anti-Morales, foi aprovado em 23 de novembro, também proibindo Morales de participar das novas eleições. Em troca, o governo de Áñez concordou em retirar as forças armadas de todas as áreas de protesto, revogando seu decreto que concede imunidade ao exército contra processos criminais, libera manifestantes pró-Morales presos, protege legisladores e líderes sociais de ataques e oferece compensação às famílias dos mortos durante a crise. Ela aceitou tudo isso pouco depois.
Em entrevista publicada pelo jornal boliviano Página Siete, Añez rejeitou a possibilidade de se apresentar como candidata nas eleições presidenciais a serem realizadas nos próximos meses. Mais tarde, o ministro interino da presidência, Yerko Núñez, afirmou oficialmente que Áñez rejeitou a possibilidade de concorrer nas eleições. Em 20 de dezembro, doze membros, seis titulares e seis suplentes do Supremo Tribunal Eleitoral foram empossados.
Em 31 de dezembro de 2019, seu governo emitiu à Assembleia Legislativa Plurinacional do país para aprovação um projeto que estabelece o debate público e obrigatório entre os candidatos à presidência e vice-presidência no âmbito do processo pré-eleitoral. O projeto, que modifica a Lei 026 do Regime Eleitoral Boliviano, também prevê que os debates sejam transmitidos de maneira obrigatória e vividos pela mídia estatal.

### Gabinete

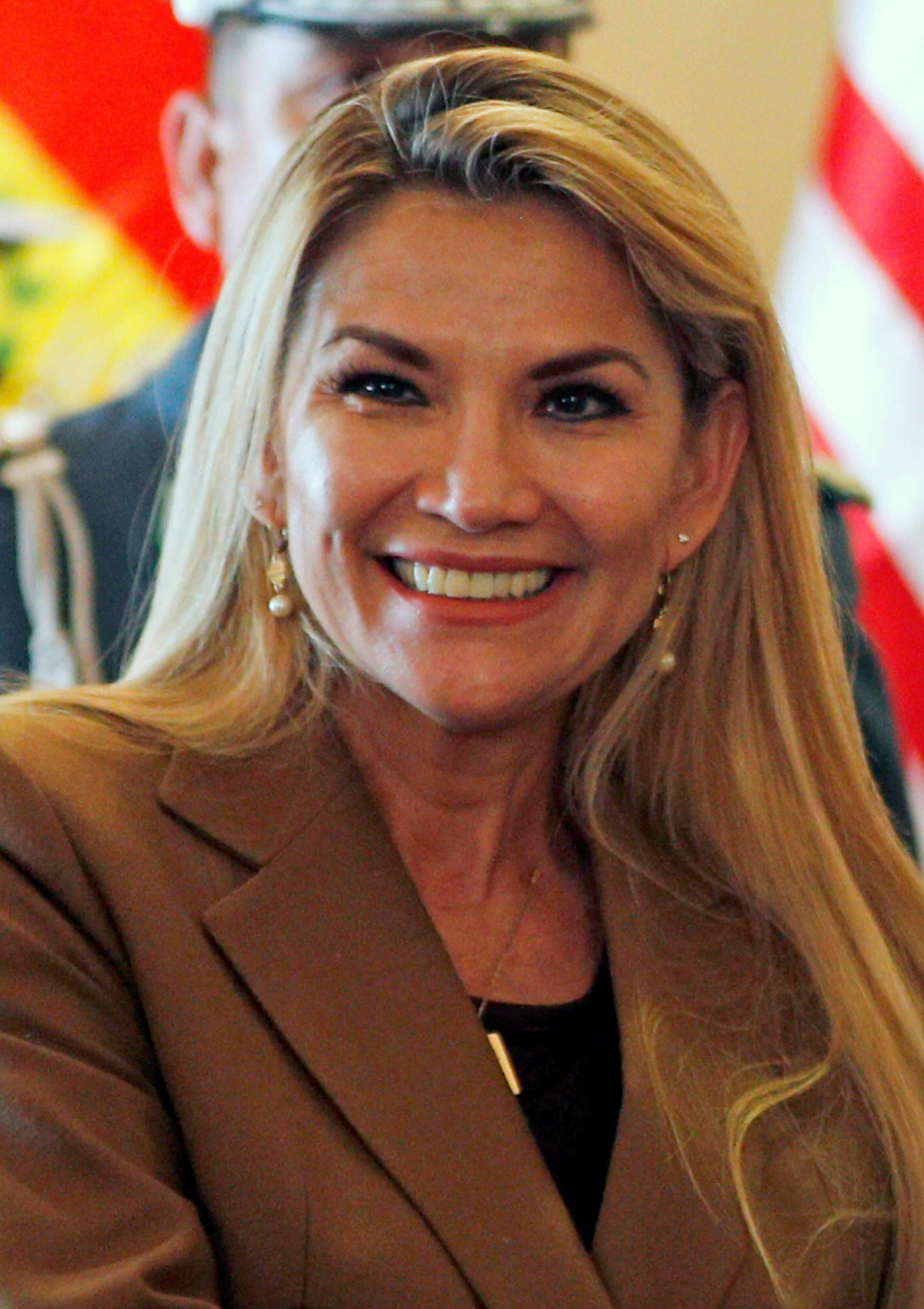
Áñez em 2020.

Em 13 de novembro, ela nomeou onze dos vinte ministros que compõem o gabinete do governo do Estado Plurinacional da Bolívia. Áñez, que tem controle sobre a polícia e as forças armadas como presidente, também fez modificações na liderança militar do país.

### Reconhecimento internacional
Os Estados Unidos reconheceram a presidência de Áñez em 13 de novembro de 2019, mostrando seu interesse em trabalhar com seu governo para organizar eleições no país. O mesmo aconteceu com o Brasil, onde seu presidente Jair Bolsonaro parabenizou Áñez por sua suposição: que ele descreveu como constitucional, enfatizou a necessidade de realizar eleições na Bolívia. Da mesma forma, o Reino Unido disse: “Congratulamo-nos com a nomeação de Jeanine Áñez e sua declaração de convocação às eleições em breve" e instando os partidos políticos a apoiar esforços calmos na Bolívia e a realizar eleições presidenciais. Da mesma forma, a Colômbia, por meio de sua chancelaria, mostrou seu reconhecimento a Áñez como presidente, no mesmo dia 13 de novembro. A embaixadora mexicana na Bolívia afirmou que seu país — que deu asilo a Evo Morales e ex-funcionários do governo — não reconhece Áñez como presidente boliviano. A Rússia, apesar de reconhecer a presidência interina de Áñez, indicou que isso não deveria ser necessariamente considerado um processo legítimo, mas garantiu que o único poder de legitimidade seria aquele concedido após a convocação de novas eleições. A Argentina decidiu esperar até que a Assembleia Legislativa daquele país (com a maioria do Movimento ao Socialismo, Morales) conceder essa investidura, embora tenha sido expresso que o presidente Mauricio Macri considera Áñez como uma "referência de autoridade".

### Imagem pública
Uma pesquisa da Universidade Maior de San Andrés conduziu 557 236 pessoas, mostrando que 56% dos entrevistados reconheceram o governo de Áñez como "legal e legítimo". Outra pesquisa de Página Siete localizou a aceitação da presidência de Áñez 41%.

### Política exterior
O governo de Jeanine Añez culpou os estrangeiros por provocar confrontos violentos durante mais de um mês de violência pós-eleitoral na Bolívia que deixou dezenas de mortos. A polícia prendeu um cidadão argentino na província oriental de Santa Cruz de la Sierra, um ex-membro das Forças Armadas Revolucionárias da Colômbia (FARC).
A Bolívia suspendeu relações diplomáticas com Cuba em 24 de janeiro de 2020, depois de acusar a ilha de afetar sistematicamente o relacionamento bilateral com base no respeito mútuo, nos princípios de não interferência nos assuntos internos, na autodeterminação dos povos e na igualdade soberana dos Estados, mas o governo de Áñez reiterou a disposição do governo boliviano de manter relações cordiais.
Ela decide romper as relações diplomáticas com a Venezuela e Cuba. Ela teve o embaixador mexicano na Bolívia, o encarregado de negócios espanhol na Bolívia e o cônsul espanhol declararam persona non grata, acusando a Espanha e o México de terem protegido antigos próximos de Evo Morales, que seu governo estava procurando prender. As embaixadas bolivianas no Irã e na Nicarágua foram fechadas, oficialmente para economizar dinheiro.
Em janeiro de 2020, o governo boliviano apoiou a reeleição de Luis Almagro como chefe da Organização dos Estados Americanos (OEA).

### Política interior
Seu governo adotou uma política favorável aos interesses do agronegócio, liberalizando as exportações de produtos agroindustriais a partir de janeiro de 2020 e promovendo o desmatamento florestal. Um decreto presidencial adotado em maio de 2020 autorizou a entrada de várias sementes transgênicas no país. Além disso, o governo autorizou um aumento nas taxas de juros bancárias e reduziu a taxa de impostos para grandes empresas. Em junho, o governo interino ofereceu novas terras ao setor agro-exportador e, em resposta às conseqüências econômicas causadas pela pandemia de Covid-19, levantou US$ 600 milhões de fundos públicos para pagar as dívidas de grandes empresas privadas (um dos principais beneficiários é o Ministro da Economia Branko Marinkovic).
Entretanto, o desejo do governo de privatizar grandes empresas encontrou resistência por parte do Senado. O plano de devolver as ações da empresa pública de eletricidade Elfec (nacionalizada em 2010) a um antigo acionista privado, a Cooperativa de Teléfonos de Cochabamba, levou a tensões dentro do próprio governo e à renúncia de três ministros.
Em poucos meses, os gastos do Estado boliviano com a importação de armas para equipar a polícia aumentaram 18 vezes em comparação com 2019.

## Posições políticas
Áñez se descreve como uma conservadora religiosa de direita e criticou Evo Morales.

### Serviços prisionais
No início de 2019, Áñez solicitou uma investigação sobre os guardas da prisão de Beni depois de falar com as vítimas de estupro e abuso dos guardas. Seu objetivo era estabelecer um precedente para a introdução de nova legislação que aguarda aprovação.

### Religião
Ela se descreve como cristã e levantou uma grande Bíblia enquanto se declara presidente interina. O Guardian descreveu isso como uma "repreensão explícita" por Morales, que tem uma história tensa com a Igreja Católica e manifestou apoio às tradições religiosas indígenas. Sob Morales, uma nova constituição foi aprovada por referendo concedendo ao cristianismo o mesmo status que outras religiões. Uma pesquisa de 2018 descobriu que 70% dos bolivianos se identificavam como católicos, 17,2% como protestantes de alguma forma e 9,3% não eram religiosos. O analista político Carlos Cordero afirma que "ela é crente, mas não usa sua religiosidade politicamente, ela a expressa, ela a vive".

## Controvérsias

### Acusação de racismo
Cerca de 41% da população da Bolívia se identifica como indígena e a população freqüentemente encontra discriminação em relação ao seu status social na Bolívia, principalmente relacionado à pobreza e etnia. Após a eleição em 2006 de Evo Morales, o primeiro presidente indígena da Bolívia, a polarização entre povos indígenas e outros aumentou, à medida que o sistema político da Bolívia passou da política da esquerda para a direita para a política urbana-indígena.
Por meio das redes sociais, Áñez fez comentários sobre povos indígenas que foram descritos como "racistas" pelo The Guardian, "anti-indígenas" pela Agence France-Press, e "provocativos" pelo The New York Times. No Twitter, Áñez chamou a celebração do Ano Novo do povo aimará de "satânica" e disse que "ninguém pode substituir Deus", e sugeriu que os nativos não eram genuínos usando sapatos. Mais tarde, diria "vi alguns tweets que nunca escrevi e que já dissemos que eram falsos" e que ele nunca fez "más intenções".
Como presidente interina, Áñez declarou que manteria a wiphala, bandeira das comunidades indígenas bolivianas, como bandeira co-oficial da Bolívia, como ela esteve sob Morales, afirmando que estava comprometida com a tarefa fundamental de "destacar a unidade da "nação plural e diversificada" da Bolívia ". Além da whipala, o patujú é exibido com destaque. O patujú é um símbolo dos povos indígenas orientais da Bolívia e Santa Cruz, a maior cidade da Bolívia. Essa bandeira também foi adotada pela oposição indígena a Morales durante os protestos do TIPNIS. Em 26 de novembro de 2019, representantes da comunidade indígena concederam a ele um poncho vermelho (uma roupa andina tradicional usada pelos líderes comunitários) em a investidura de Rafael Quispe como diretor do Fundo para o Desenvolvimento Indígena.

### Prisão

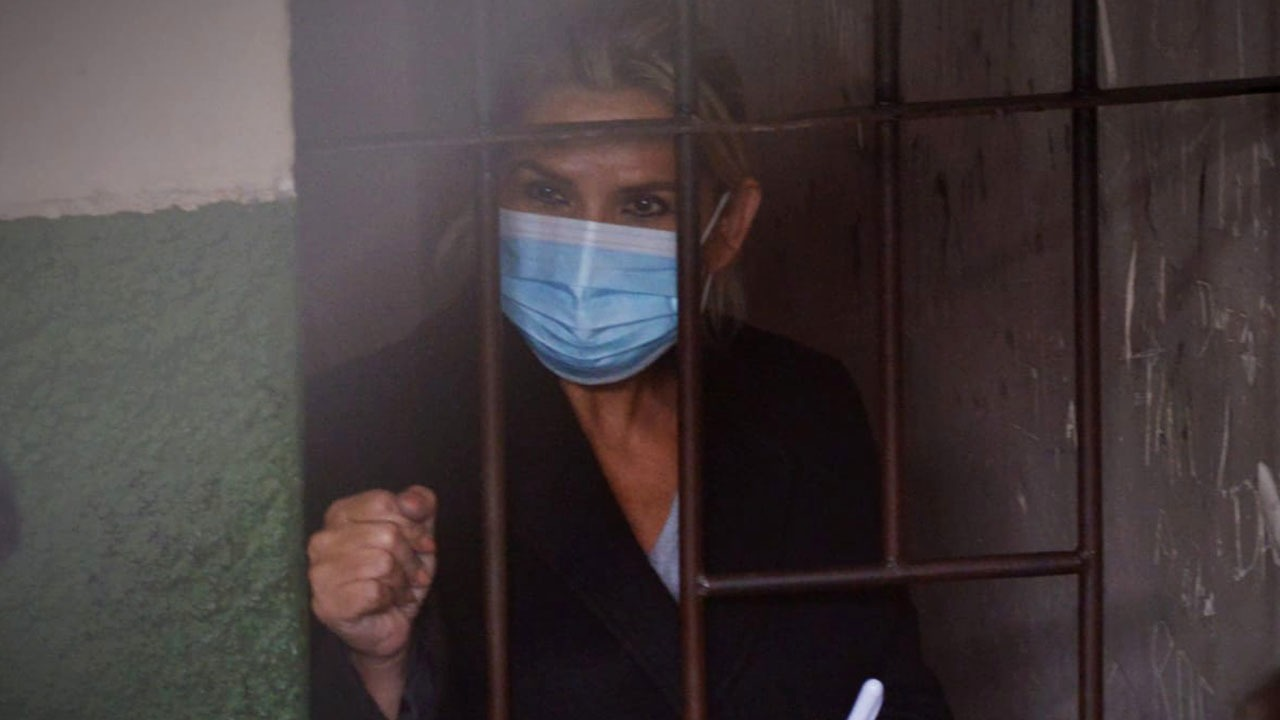
Áñez após ter sido presa na Penitenciária Feminina de Miraflores em La Paz, Bolívia.

Na madrugada de 13 de março de 2021, Jeanine Áñez foi presa, sob a acusação de conspiração, sedição e terrorismo durante o período que se seguiu à renúncia de Evo Morales em 2019, em um suposto golpe de Estado. Jeanine pediu através de cartas à Organização dos Estados Americanos (OEA) e à União Europeia que acompanhassem de perto a sua prisão, que acusou de ilegal, abuso e perseguição política. Também foram presos dois ministros do seu governo, o ex-chefe da Justiça, Álvaro Coímbra e o da Energia, Rodrigo Guzmán. Em novembro de 2020, quando passou o cargo de presidente para Luis Arce, Áñez teria tentado fugir para o Brasil, mas foi impedida.
Evo Morales manifestou-se, pedindo "justiça e verdade para as 36 vítimas fatais, os mais de 800 feridos e mais de 1 500 detidos ilegalmente no golpe de Estado", punindo os "autores e cúmplices da ditadura que abalou a economia e ameaçou a vida e a democracia na Bolívia". Os ex-presidentes Carlos Mesa e Jorge Quiroga manifestaram-se contra as prisões e as qualificaram como "um processo de perseguição política pior do que nas ditaduras" e que "começa uma caça à vingança". Já o presidente da Bolívia Luis Arce, que assumiu o cargo em novembro em 2020, sucedendo a Ágñez, respondeu que Quiroga "é um aprendiz de tirano".
A prisão prolongada de Áñez na Penitenciária Feminina de Miraflores foi denunciada como abusiva por sua família e observou-se um declínio acentuado em sua saúde física e mental. Após quase quinze meses de prisão preventiva, o Tribunal de Primeira Instância de La Paz considerou Áñez culpada de violação de deveres e resoluções contrárias à Constituição, sentenciando-a a dez anos de prisão.

## Vida pessoal
Divorciada do advogado e ex-prefeito de Trinidad Tadeo Rivera Bruckner, com quem teve dois filhos, Áñez é casada com o político colombiano Héctor Hernando Hincapié Carvajal, membro do Partido Conservador da Colômbia.